# Szakáts-kert
A Szakáts-kert Göd (Alsógöd) egyik jelentős természeti értéke a Pázmány Péter utca (északról: Tompa Mihály utca) vége és a Duna között. A kertben üzemel a gödi horgásztó. A tó mellett álló, Só nevű vendéglátó hely 2020 nyarán „átmenetileg zárva”.

## Története
Szakáts Nándor közgazdász, nyugalmazott miniszteri tanácsos 1923 és 1929 között vásárolta meg nagyrészt a lovag Floch (Floch-Reyhersberg) családtól az eredetileg apróbb telkekre felparcellázott, összesen 8 kataszteri hold (kb. 4,4 ha) területű ingatlant Göd határában. Kelet felől a temető határolta, délen a dunakeszi határ, nyugati oldalon a Duna, északon az I. utca, a VI. utca, a IV. utca és az V. utca. Az egykori számozott utcák helyén (és azokon túl) ma már kertváros van.
Szakáts a telken komplex gazdaságot alakított ki:
- a temető mellett homokbányát,
- a Dunához közel sóderbányát nyitott.

Jól menő tehenészetet alakított ki, és az 1930-as években jelentősen hozzájárult a helyi lakosság tejellátásához: a házakhoz reggel-este lófogattal szállította a friss tejet. Tyúkfarmján tojást termelt a helyi piacokra, üzletekbe. Termelt továbbá búzát, rozsot, kukoricát és konyhakerti növényeket. A gyümölcsösben meggyfát, cseresznyét, kajszi-, sárga-, és őszibarackfát, mandulát, körte- és almafát telepített.
A romantikus kertbe ahhoz tökéletesen illeszkedő, minden túlzástól mentes udvarházat építtetett (ez Szakáts-villa néven ismert). A völgyben folyó csermelyt elrekesztve az udvarház alatt tavat alakított ki, és abban pisztrángokat tenyésztett.
A kis patakot keresztgáttal elrekesztette, és az így kialakított tóban  pisztrángokat tenyésztett. Amit nem tudott helyben eladni, azt megfüstölte, és a Vásárcsarnokban értékesítette.
Dr. Szakáts Nándor 1938-ban a kertet a villával együtt két fiának, Szakáts Gézának és Szakáts Zoltánnak ajándékozta. 1950-ben Szakáts Géza és családja (felesége, Veér Jolán és  gyermekei: a 12 éves Géza, a 9 éves Aporka és a 7 éves Szabolcs) kiköltözött Budapestről, a Márvány utcából Gödre, az apai birtokra. Úgy gondolták, így legalább a kertet és a villát megmenthetik, hiszen azokban nem egy magányos úr, hanem egy család lakik majd. Ennek ellenére 1952-ben  a  kertet  államosították.  Az  államosítás  még  az  akkori  jogállapotok  szerint  is  törvénytelen  volt,  hiszen  dr.  Szakáts  Nándort  minősítették  osztályidegennek,  de  a  kert  nem  az  ő  nevén,  hanem  a  fiai,  Szakáts  Géza és Szakáts Zoltán nevén volt, ráadásul előbbi családjával lakott ott. Az eljárást végig Szakáts Nándor ellen folytatták le, ám a végzés már a valódi tulajdonosok, a fiúk nevére jött ki. A családot 1953 februárjában kilakoltatták. A Szakáts-kert alapítója, dr. Szakáts Nándor a kert államosítása és a család kilakoltatása után a gazdasági épület füstölőjében húzta meg magát, és kijelentette, hogy onnan sehova se megy. 1957-ben halt meg, kórházban. Kisnémediben temették el.
Az államosított telek egy ideig úttörőtáborként üzemelt, majd hagyták leromlani. 
A rendszerváltás után a kert és a villa az önkormányzaté lett, de a sorsa továbbra is teljesen bizonytalan. Terveztek már ide:
- kalandparkot,
- bábszínházat,
- rekreációs szabadidőparkot — egyikből se lett semmi.

A tavat, amit a Gödi Horgász Egyesület horgásztóvá alakított, a lelkes horgászok és kert iránt elkötelezett lokálpatrióták meglehetősen jó állapotban tartják. 
2006-ban elkülönítették a telek egy részét, hogy azon építsék fel az egyházi fenntartású Búzaszem Általános Iskolát. Az új épületet 2010 augusztusában adták át. Az épület tulajdonosa a Búzaszem Alapítvány. Az iskola fenntartását 2011. szeptember 1-én a Piarista Rend Magyar Tartománya vette át.
Az efféle csonkítások és beépítések eredményeként a telek területe mára a felére zsugorodott. Tulajdonosa továbbra is az önkormányzat, de a telek felső részét az iskola bérli, az alsót pedig a horgászok.

## Állapota 2020 nyarán
A terület legnagyobb része völgy, csak egy kis része sík terület. A völgyben két forrás fakad. Ezek a Szakáts-villa előtt egyesülnek, és az így kialakuló csermely táplálja a völgy elrekesztésével kialakított, kb. 1 ha területű tavat.
A villa omladozik; életveszélyes.
A horgásztó kiszolgálására annak partján egy faházat állítottak fel a halőrnek; a hozzá vezető régi híd roskatag. A tavat az erre a célra alapított Szakátskert Kft. kezeli. A horgászoknak esőbeállókat építettek